# Betazole
Betazole (còn được gọi là ametazole) là một chất chủ vận thụ thể histamine H<sub id="mwCQ">2</sub>. Betazole hydrochloride được gọi là gastramine và histalog.
Nó đã được sử dụng như một chất kích thích dạ dày để kiểm tra sản xuất tối đa hoạt động bài tiết dạ dày. Xét nghiệm này có thể được sử dụng trong chẩn đoán các bệnh như hội chứng Zollinger-Ellison khi sản xuất axit dư thừa, trong trường hợp này được thúc đẩy bởi việc sản xuất quá nhiều gastrin. Thể tích bài tiết axit được đo sau khi dùng betazole, chẩn đoán là bài tiết lớn hơn 60% bài tiết axit tối đa sau khi kích thích betazole. Thủ tục này có thể dẫn đến các biến chứng và nên tránh ở những đối tượng mắc bệnh động mạch vành. Nó cũng được sử dụng trong chẩn đoán viêm dạ dày kết hợp với xét nghiệm hoạt động của Secretin.
Betazole được sử dụng như một chất kích thích ưu tiên cho histamine vì tính đặc hiệu của nó đối với thụ thể H2 và lợi thế của nó là không tạo ra các tác dụng phụ không mong muốn mà histamine sẽ gây ra. Do đó, nó không yêu cầu sử dụng đồng thời các hợp chất chống dị ứng để ngăn chặn các hoạt động của histamine ở các loại thụ thể histamine khác.
Nó được sử dụng để kiểm tra hiệu quả của các thuốc chặn thụ thể H2 như nizatidine.